# Sainte-Vaubourg
Sainte-Vaubourg è un comune francese di 98 abitanti situato nel dipartimento delle Ardenne nella regione del Grand Est.

## Società

### Evoluzione demografica
Abitanti censiti